# Arturo Pacheco Altamirano
Arturo Pacheco Altamirano (Chillán, Ñuble, 24 de abril de 1905 - Santiago, 30 de diciembre de 1978) fue un pintor chileno. Destacó por sus obras relacionadas con el mar chileno y la pesca en las principales caletas de Chile.

## Biografía

### Primeros años

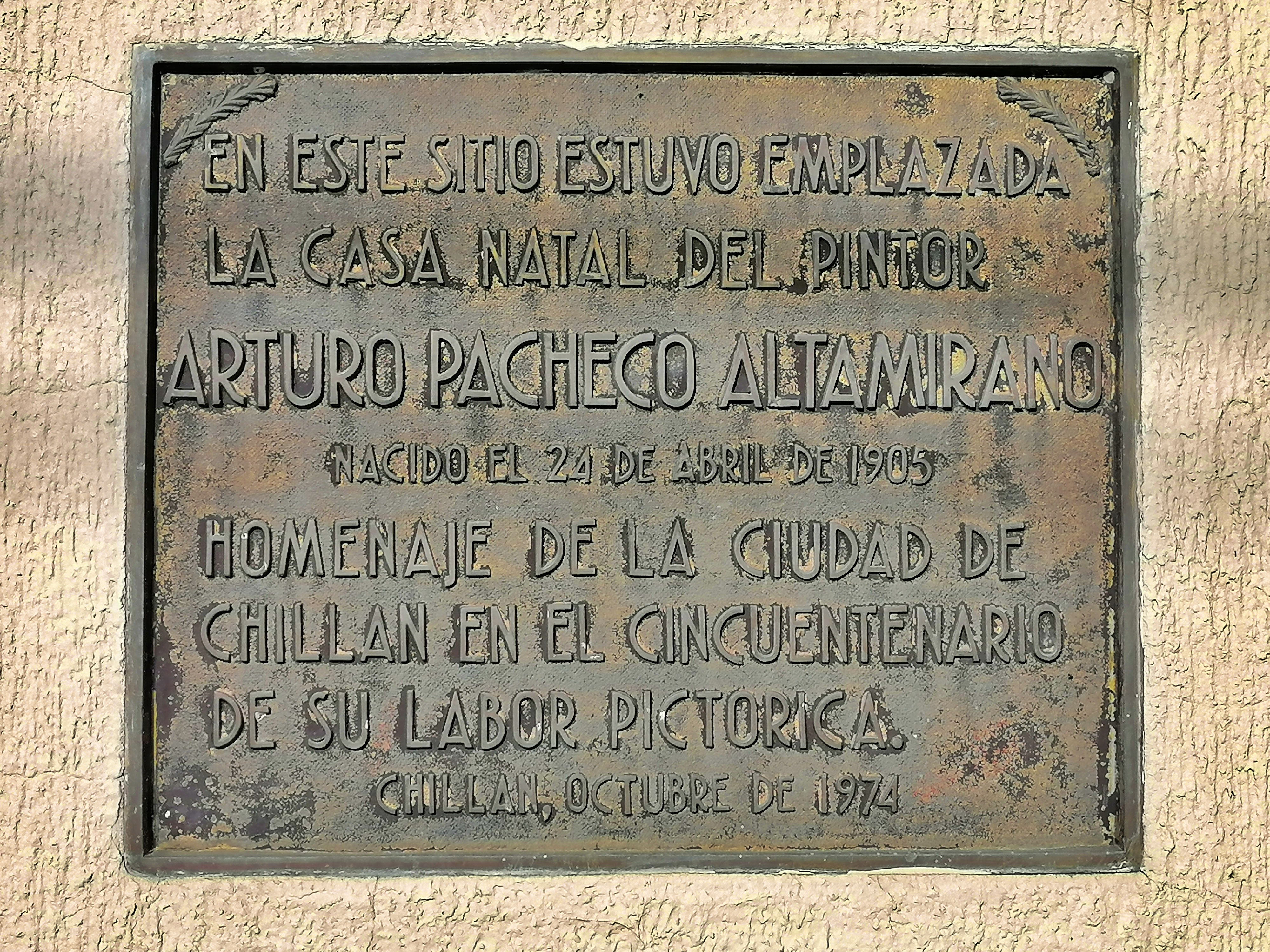
Placa del lugar de nacimiento de Arturo Pacheco Altamirano

Sus primeros años transcurrieron en Chillán, donde residió en calle Sargento Aldea #349, en el sector de Las Cuatro Avenidas. Descubrió su gusto por la pintura y el dibujo gracias a su tía monja, Sor Elisa, de quien recibió de regalo sus primeros lápices de colores.
Posteriormente, residió en Chillán Viejo, en calle Ignacio Serrano. Estudió en la Escuela Superior de Hombres N°2, y en el Liceo de Concepción, donde a sus 19 años, don Enrique Molina Garmendia lo invitó a presentar una exposición, con motivo del centenario del colegio. Era el año 1924, cuando Pacheco terminaba recién sus estudios humanísticos.

### Desarrollo artístico

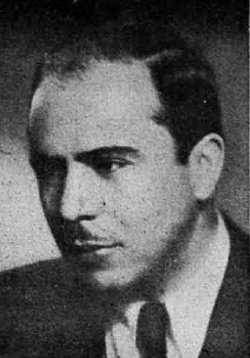
Pacheco Altamirano (ca. 1938).

Su formación plástica es autodidacta y sus obras se basaron principalmente en el uso de la pintura al óleo. Sus primeras exposiciones fueron en Santiago, en 1929. Estudió un año arquitectura en la Universidad de Chile, carrera la cual abandonó debido al fallecimiento de su padre. En 1935 realizó su primer viaje al extranjero, exponiendo en Buenos Aires. Dos años después lo hizo en Lima. En 1950 viajó a Estados Unidos y expuso en la sala de la Unión Panamericana en Washington y también en Nueva York.
Recibió diversos premios durante su carrera artística.
Sin una formación artística sistemática, Pacheco Altamirano es un pintor instintivo que vuelca con intensidad en la tela las sensaciones primarias de la naturaleza. 
Inmortalizó la Caleta de Angelmó de Puerto Montt, en innumerables cuadros. En 1964, con motivo de la declaración de la Ilustre Municipalidad de Chillán, de nombrarlo Hijo Ilustre de Chillán, donó a su ciudad natal una pinacoteca hecha por él, cual quedó a resguardo del Grupo Tanagra. Sus últimos años los vivió en la localidad de Las Cruces, donde tuvo su hogar, al que bautizó como "Refugio Elisa", en honor a su tía monja, quien le regaló los lápices de colores que lo llevaron a ser pintor.

### Funcionario diplomático chileno
Fue Agregado Cultural de Chile en Francia en 1952. Ese mismo año fue nombrado Miembro de Honor de la Federación Internacional de Artes, Ciencias y Letras de las Naciones Unidas. En 1956 fue nombrado Agregado Cultural en la Embajada de Chile en Londres. Durante la década del cincuenta expone en diversas partes de Europa. El tema central de la obra de Pacheco Altamirano son marinas y escenas portuarias.

## Legado y homenajes

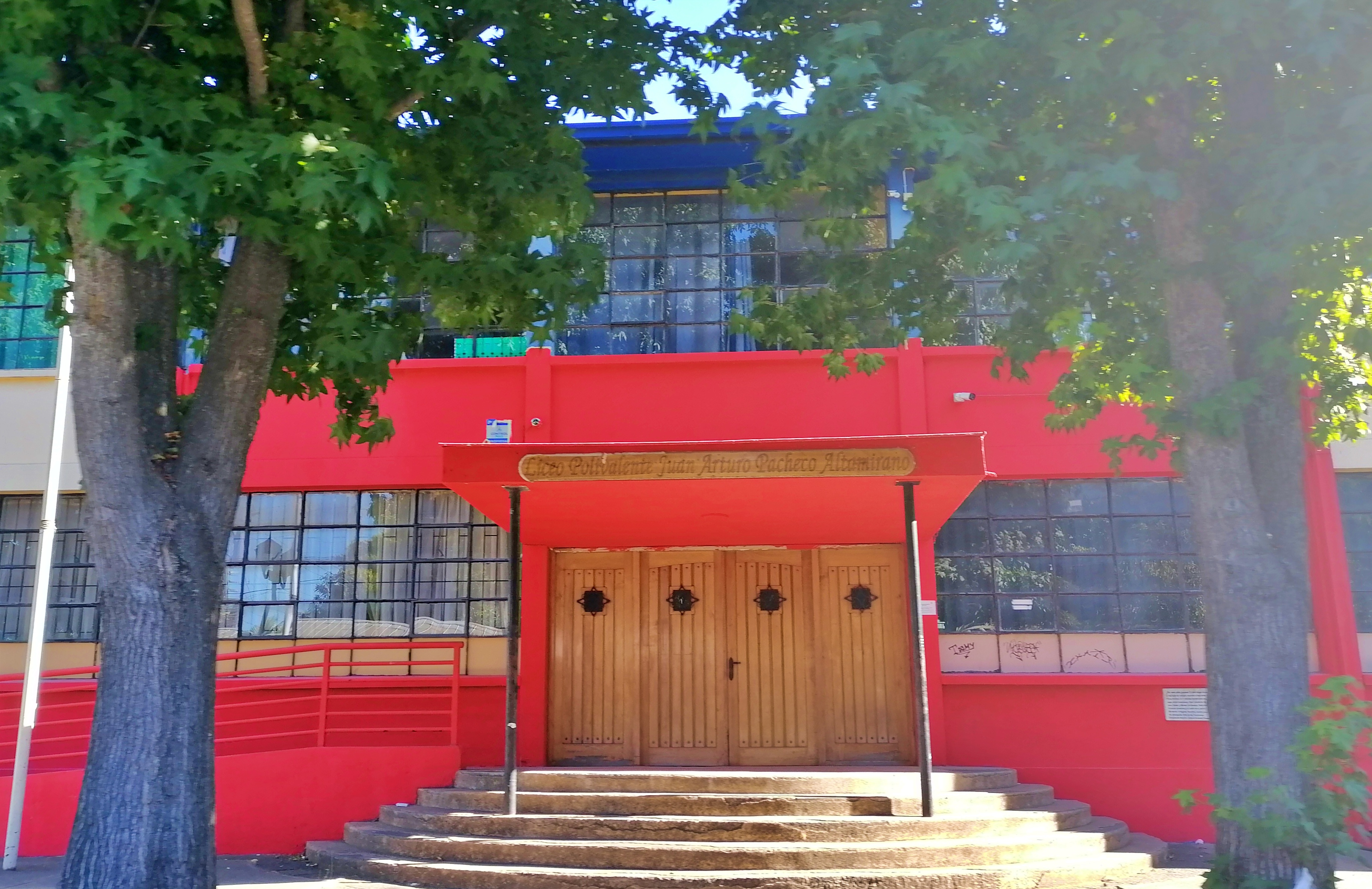
Frontis del Liceo Polivalente Arturo Pacheco Altamirano en Chillán Viejo.

Las ciudades de San Fernando, Concepción, San Felipe, Punta Arenas, Puerto Montt y su natal Chillán, lo han declarado Hijo Ilustre de dichas localidades. Entre los epónimos de Arturo Pacheco Altamirano, se encuentra una avenida en Puerto Montt y la caleta de la ciudad de San Antonio, y la antigua Escuela Superior de Hombres N°2 de Chillán Viejo donde el pintor estudió, cambió de nombre a Liceo Polivalente Arturo Pacheco Altamirano.
Obras suyas pueden apreciarse en los museos y capitales ya mencionados y en otros lugares como Filadelfia, Ciudad de México, Ankara, Estambul, Tokio. El gobierno francés adquirió uno de sus cuadros para el Museo de Arte Moderno en París en tanto que otro, "Vista del mar" lo adquirió el Museo de Arte Moderno de Nueva Delhi. De este modo, los barcos de Angelmó y Chiloé están ahora anclados en los más importantes Museos del mundo.